# Asplenium dognyense
Asplenium dognyense är en svartbräkenväxtart som beskrevs av Eduard Rosenstock. Asplenium dognyense ingår i släktet Asplenium och familjen Aspleniaceae. Inga underarter finns listade.